# Liste der Baudenkmäler in Markt Rettenbach

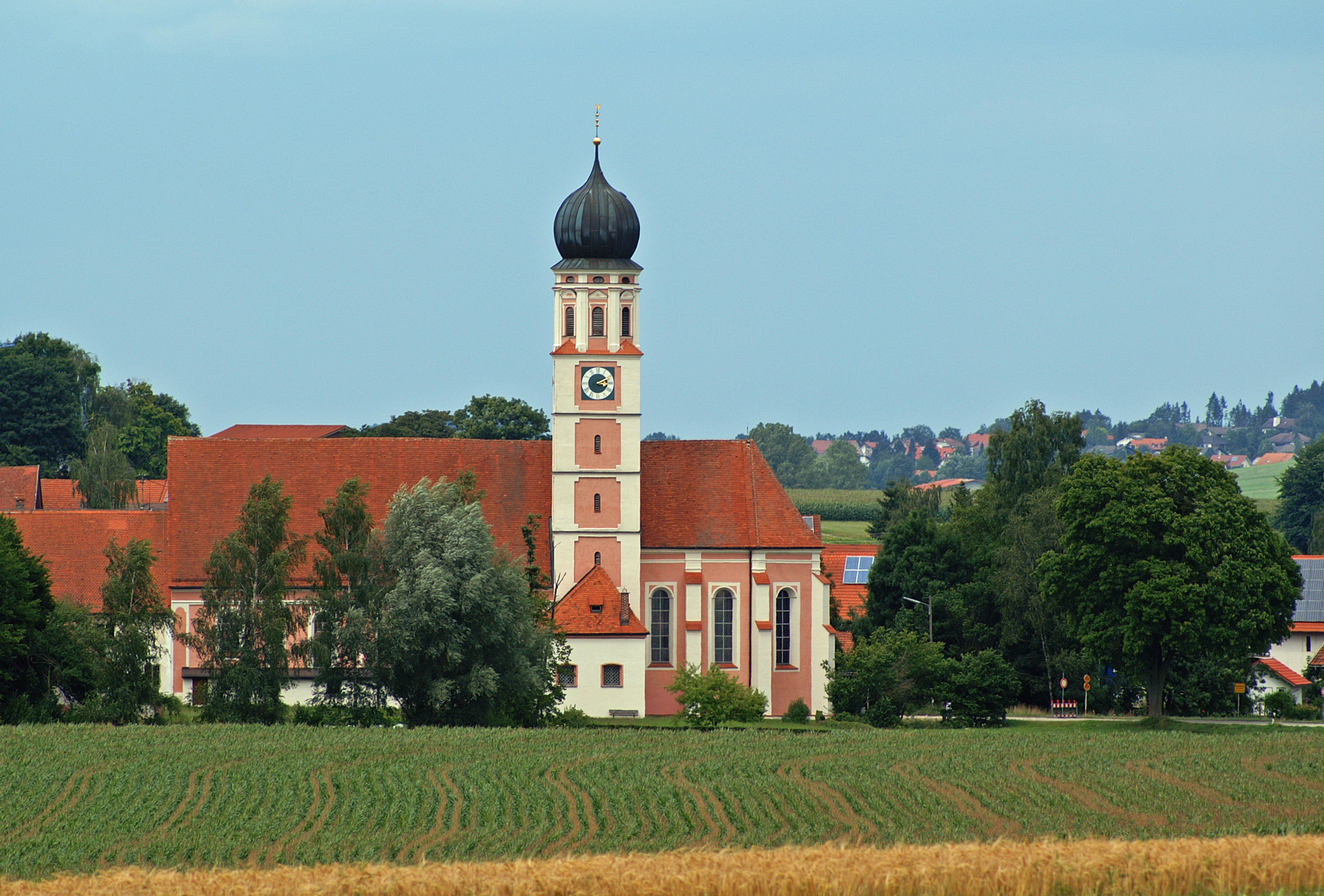
Wallfahrtskirche in Mussenhausen, Markt Rettenbach

Auf dieser Seite sind die Baudenkmäler in dem schwäbischen Markt Markt Rettenbach zusammengestellt. Diese Tabelle ist eine Teilliste der Liste der Baudenkmäler in Bayern. Grundlage ist die Bayerische Denkmalliste, die auf Basis des Bayerischen Denkmalschutzgesetzes vom 1. Oktober 1973 erstmals erstellt wurde und seither durch das Bayerische Landesamt für Denkmalpflege geführt wird. Die folgenden Angaben ersetzen nicht die rechtsverbindliche Auskunft der Denkmalschutzbehörde.

## Baudenkmäler nach Ortsteilen

### Markt Rettenbach
| Lage                                               | Objekt                               | Beschreibung | Akten-Nr.              | Bild                            |
| -------------------------------------------------- | ------------------------------------ | --- | ---------------------- | ------------------------------- |
| Fuggerring 1 (Standort)                            | Ehemaliger Zehentstadel              | stattlicher, zweigeschossiger Satteldachbau, 1536 als fuggerischer Fruchtstadel errichtet, Wiederaufbau 1802, Umbau 1909 | D-7-78-168-3           | Ehemaliger Zehentstadel         |
| Kapellenstraße 6 (Standort)                        | Kath. Wallfahrtskapelle Maria Schnee | pilastergegliederter Saalbau mit Dachreiter, eingezogener Chor als runder Zentralbau mit Kuppel und Laterne ausgebildet, 1654 gegründet, 1706/07; mit Ausstattung                                                              | D-7-78-168-4           | weitere Bilder                  |
| Kapellenstraße 6 (Standort)                        | Mesnerhaus                           | dreigeschossiger Anbau an die Kapelle, mit Pultdach, 1706/07 gleichzeitig mit der Wallfahrtskirche errichtet | D-7-78-168-4 zugehörig | Mesnerhaus                      |
| Kaufbeurer Straße 5 (Standort)                     | Steinkreuz                           | Tuffstein, spätmittelalterlich | D-7-78-168-13          | Steinkreuz                      |
| Kemptener Straße (bei der Kneippstraße) (Standort) | Steinkreuz                           | Tuffstein, spätmittelalterlich | D-7-78-168-12          | Steinkreuz                      |
| Marktplatz 7 (Standort)                            | Ehemaliger Meierhof                  | jetzt Gasthaus und Gemeindezentrum, zweigeschossiger Walmdachbau zu 10 Achsen mit zwei Zwerchhäusern, zugehörige ehemalige Brauerei als nördlicher Anbau, im Kern 17./18. Jahrhundert, Anbau 1863, im Inneren 2001–02 erneuert | D-7-78-168-6           | Ehemaliger Meierhof             |
| Marktplatz 11 (Standort)                           | Kath. Pfarrkirche St. Jakobus maior  | Saalbau mit eingezogenem Chor und nördlichem Satteldachturm, im Kern 2. Hälfte 15. Jahrhundert, Veränderungen und Umgestaltung um 1549 und 1881, Erweiterung 1952/53; mit Ausstattung                                          | D-7-78-168-7           | weitere Bilder                  |
| Marktplatz 20 (Standort)                           | Pfarrhof                             | zweigeschossiger, traufständiger Satteldachbau mit Giebelgesimsen und Ladeluken, bezeichnet 1722 | D-7-78-168-8           | weitere Bilder                  |
| Mühlweg 4 (Standort)                               | Mühle                                | zweigeschossiger, giebelständiger Satteldachbau mit rekonstruiertem Fachwerk, bezeichnet 1733 | D-7-78-168-9           | Mühle                           |
| Ottobeurer Straße 2 (Standort)                     | Ehemaliges Amtshaus                  | sogenanntes Schloss, 1557 im Besitz Anton Fuggers, zweigeschossiger Satteldachbau, wohl 16. Jahrhundert | D-7-78-168-10          | Ehemaliges Amtshaus             |
| Ottobeurer Straße 2 (Standort)                     | Rundturm des Amtshauses              | wohl gleichzeitig mit dem Amtshaus; vor der Südwestecke des Amtshauses | D-7-78-168-10          | Rundturm des Amtshauses         |
| Ottobeurer Straße 8 (Standort)                     | Wohnhaus                             | zweigeschossiger, giebelständiger Satteldachbau mit Stufengiebel, im Kern wohl spätmittelalterlich, erneuert | D-7-78-168-11          | Wohnhaus                        |
| Rathausplatz 2 (Standort)                          | Ehemals altkatholisches Bethaus      | später Rathaus, zweigeschossiger, traufständiger Satteldachbau mit neugotischer Gliederung, 1878 | D-7-78-168-40          | Ehemals altkatholisches Bethaus |

### Altisried
| Lage                       | Objekt                       | Beschreibung | Akten-Nr.     | Bild           |
| -------------------------- | ---------------------------- | --- | ------------- | -------------- |
| Altisried 2 1/2 (Standort) | Kath. Filialkirche St. Peter | Saalbau mit eingezogenem Chor und nördlichem Satteldachturm, im Kern 15. Jahrhundert, Erneuerung durch Simpert Kramer 1741–43; mit Ausstattung | D-7-78-168-14 | weitere Bilder |

### Engetried
| Lage                                                   | Objekt                        | Beschreibung | Akten-Nr.     | Bild                    |
| ------------------------------------------------------ | ----------------------------- | --- | ------------- | ----------------------- |
| Engetrieder Hauptstraße 3 (Standort)                   | Kath. Pfarrkirche St. Blasius | unverputzter Tuffsteinquaderbau, Saalbau mit eingezogenem Chor und nördlichem Satteldachturm, Langhaus und Chor 15. Jahrhundert, Turm wohl um 1500, barocke Umgestaltung um 1728 und 1757; mit Ausstattung | D-7-78-168-15 | weitere Bilder          |
| Engetrieder Hauptstraße 19 (Standort)                  | Steinkreuz                    | Tuffstein, mittelalterlich | D-7-78-168-18 | Steinkreuz              |
| Engetrieder Hauptstraße 20 (Standort)                  | Gasthof                       | zweigeschossiger Mittertennbau mit Satteldach und Fachwerkobergeschoss, wohl 17. Jahrhundert | D-7-78-168-16 | Gasthof                 |
| Kapellenweg 7 (ca. 250 m südlich des Ortes) (Standort) | Historische Ausstattung       | in Kapellenneubau, 18. Jahrhundert | D-7-78-168-20 | Historische Ausstattung |

### Eutenhausen
| Lage                     | Objekt                             | Beschreibung | Akten-Nr.     | Bild           |
| ------------------------ | ---------------------------------- | --- | ------------- | -------------- |
| Dorfstraße 7 (Standort)  | Pfarrhaus                          | zweigeschossiger Satteldachbau mit Gurtgesims, 1. Hälfte 19. Jahrhundert; mit Ausstattung                            | D-7-78-168-22 | Pfarrhaus      |
| Dorfstraße 13 (Standort) | Katholische Pfarrkirche St. Ottmar | Saalbau mit eingezogenem Chor und nördlichem Satteldachturm, Turmunterteil 15. Jahrhundert, 1754–56; mit Ausstattung | D-7-78-168-23 | weitere Bilder |

### Frechenrieden
| Lage                            | Objekt                                            | Beschreibung | Akten-Nr.     | Bild               |
| ------------------------------- | ------------------------------------------------- | --- | ------------- | ------------------ |
| Hauptstraße 34 (Standort)       | Gasthaus zum Adler                                | zweigeschossiges Walmdachhaus, im Kern 18. Jahrhundert | D-7-78-168-25 | Gasthaus zum Adler |
| Pfarrer-Burger-Weg 3 (Standort) | Pfarrhof                                          | zweigeschossiger Satteldachbau mit Giebelgesimsen, 1683 | D-7-78-168-26 | weitere Bilder     |
| Pfarrer-Burger-Weg 6 (Standort) | Katholische Pfarrkirche St. Gordian und Epimachus | Saalbau mit eingezogenem Chor und südlichem Satteldachturm, wohl 2. Hälfte 15. Jahrhundert, barocke Umgestaltung 1735–40, Erweiterung 1920; mit Ausstattung | D-7-78-168-27 | weitere Bilder     |

### Gottenau
| Lage                        | Objekt                                | Beschreibung | Akten-Nr.     | Bild                       |
| --------------------------- | ------------------------------------- | --- | ------------- | -------------------------- |
| Bergäckerweg 1 (Standort)   | Katholische Filialkirche St. Leonhard | Saalbau mit eingezogenem Chor und nördlichem Satteldachturm, Turm und Chor im Kern spätmittelalterlich, 1723; mit Ausstattung | D-7-78-168-28 | weitere Bilder             |
| Günztalstraße 19 (Standort) | Ehemals Schloss der Fugger            | zweigeschossiger Walmdachbau mit Zwerchhaus, wohl 1. Hälfte 18. Jahrhundert, erneuert                                         | D-7-78-168-30 | Ehemals Schloss der Fugger |
| Günztalstraße 27 (Standort) | Mühle                                 | zweigeschossiger Satteldachbau, bezeichnet 1715, erneuert                                                                     | D-7-78-168-29 | Mühle                      |

### Hinterbuchenbrunn
| Lage                            | Objekt      | Beschreibung                                              | Akten-Nr.     | Bild           |
| ------------------------------- | ----------- | --------------------------------------------------------- | ------------- | -------------- |
| Hinterbuchenbrunn 37 (Standort) | Ortskapelle | Rechteckbau mit eingezogener Apsis, 1864; mit Ausstattung | D-7-78-168-41 | weitere Bilder |

### Lannenberg
| Lage                                                                                  | Objekt     | Beschreibung               | Akten-Nr.     | Bild       |
| ------------------------------------------------------------------------------------- | ---------- | -------------------------- | ------------- | ---------- |
| Bachäcker (ca. 750 m nordöstlich des Ortes an der Straße nach Eutenhausen) (Standort) | Steinkreuz | Tuffstein, mittelalterlich | D-7-78-168-33 | Steinkreuz |

### Mussenhausen
| Lage                                  | Objekt                                              | Beschreibung | Akten-Nr.     | Bild           |
| ------------------------------------- | --------------------------------------------------- | --- | ------------- | -------------- |
| Ortsstraße 3, Am Kloster 2 (Standort) | Anlageteil                                          | Klostergarten | D-7-78-168-34 | Anlageteil     |
| Ortsstraße 3, Am Kloster 2 (Standort) | Katholische Wallfahrtskirche Maria vom Berge Karmel | Saalbau mit eingezogenem Chor und südlichem Turm mit Zwiebelhaube, Chor im Kern 1653, Langhaus von Michael Wittmer 1669/70, Erhöhung des Chors und Neubau von Turm und Sakristei durch Thomas Natter 1675/76, Umgestaltung 3. Viertel 18. Jahrhundert; mit Ausstattung; ehemaliges Wohnhaus des Wallfahrtspriesters, 1858–1984; Kapuzinerkloster, zweigeschossiger Satteldachbau mit südlichem Anbau, 1698, Erweiterung 1888; Stadel, Walmdachbau, 18. Jahrhundert; Einfriedung, im Westen erhalten, 18. Jahrhundert; Garten, 18. Jahrhundert | D-7-78-168-34 | weitere Bilder |
| Ortsstraße 3, Am Kloster 2 (Standort) | Anlageteil                                          | Klostermauer | D-7-78-168-34 | Anlageteil     |
| Ortsstraße 3, Am Kloster 2 (Standort) | Anlageteil                                          | Scheune, syn. Stadel, syn. Scheuer | D-7-78-168-34 | BW             |
| Ortsstraße 3, Am Kloster 2 (Standort) | Anlageteil                                          | Klostergebäude, syn. Konventsgebäude, syn. Konvenstrakt, syn. Konventsbau | D-7-78-168-34 | Anlageteil     |

### Rohrhof
| Lage                                                  | Objekt           | Beschreibung               | Akten-Nr.     | Bild             |
| ----------------------------------------------------- | ---------------- | -------------------------- | ------------- | ---------------- |
| ca. 120 m nördlich des Ortes an der Straße (Standort) | Zwei Steinkreuze | Tuffstein, mittelalterlich | D-7-78-168-35 | Zwei Steinkreuze |

### Speckreu
| Lage                              | Objekt     | Beschreibung               | Akten-Nr.     | Bild |
| --------------------------------- | ---------- | -------------------------- | ------------- | ---- |
| nordwestlich des Ortes (Standort) | Steinkreuz | Tuffstein, mittelalterlich | D-7-78-168-21 | BW   |

### Stein
| Lage                | Objekt     | Beschreibung                                                                                | Akten-Nr.     | Bild       |
| ------------------- | ---------- | ------------------------------------------------------------------------------------------- | ------------- | ---------- |
| Kirchweg (Standort) | Kapelle    | Rechteckbau mit leicht eingezogener, halbrunder Apsis, 17./18. Jahrhundert; mit Ausstattung | D-7-78-168-36 | Kapelle    |
| Stein 1 (Standort)  | Bauernhaus | zweigeschossiger Bau mit flachem Satteldach, bezeichnet 1751                                | D-7-78-168-37 | Bauernhaus |

### Vorderbuchenbrunn
| Lage                           | Objekt  | Beschreibung | Akten-Nr.     | Bild           |
| ------------------------------ | ------- | --- | ------------- | -------------- |
| Vorderbuchenbrunn 7 (Standort) | Kapelle | Saalbau mit eingezogener, halbrunder Apsis, Dachreiter und an der Westseite vorgezogenem, abgewalmtem Dach, wohl 1. Hälfte 18. Jahrhundert; mit Ausstattung | D-7-78-168-38 | weitere Bilder |

### Wineden
| Lage                  | Objekt  | Beschreibung                                                                                        | Akten-Nr.     | Bild           |
| --------------------- | ------- | --------------------------------------------------------------------------------------------------- | ------------- | -------------- |
| Wineden 19 (Standort) | Kapelle | Saalbau mit halbrunder Apsis, 18. Jahrhundert, Westturm und südlicher Anbau modern; mit Ausstattung | D-7-78-168-39 | weitere Bilder |

## Ehemalige Baudenkmäler
In diesem Abschnitt sind Objekte aufgeführt, die früher einmal in der Denkmalliste eingetragen waren, jetzt aber nicht mehr. Objekte, die in anderem Zusammenhang also z. B. als Teil eines Baudenkmals weiter eingetragen sind, sollen hier nicht aufgeführt werden. Aktennummern in diesem Abschnitt sind ehemalige, jetzt nicht mehr gültige Aktennummern.

| Lage                                            | Objekt                    | Beschreibung | Akten-Nr.     | Bild                      |
| ----------------------------------------------- | ------------------------- | --- | ------------- | ------------------------- |
| Markt Rettenbach Burgstraße 25 (Standort)       | Ehemaliges Bauernhaus     | zweigeschossiger, giebelständiger Mittertennbau mit flachem Satteldach auf Kniestock, 18. Jahrhundert                                        | D-7-78-168-1  | Ehemaliges Bauernhaus     |
| Markt Rettenbach Kemptener Straße 2 (Standort)  | Nische mit Stuckbaldachin | Hausmadonna | D-7-78-168-5  | Nische mit Stuckbaldachin |
| Engetried Engetrieder Hauptstraße 19 (Standort) | Bildstock                 | Nische auf Tuffsteinpfeiler, wohl 15. Jahrhundert                                                                                            | D-7-78-168-17 | Bildstock                 |
| Frechenrieden An der Schwelk 10, 12 (Standort)  | Wohnhaus                  | zweigeschossiger Walmdachbau mit Holzlaube am Stadel, 18. Jahrhundert                                                                        | D-7-78-168-24 | Wohnhaus                  |
| Griesthal Griesthal 6, 8 (Standort)             | Ehemaliges Gesindehaus    | zweigeschossiges Doppelhaus mit flachem Satteldach und Fachwerk unter Putz, Giebel verschalt, 18. Jahrhundert, westliche Hälfte modernisiert | D-7-78-168-31 | Ehemaliges Gesindehaus    |
| Griesthal Griesthal 12, 14 (Standort)           | Wohnhaus                  | Doppelhaus mit Flachdach, kerbschnittverzierte Flugpfette, Giebel verschalt, Schubflügelfenster, 18. Jahrhundert                             | D-7-78-168-32 | Wohnhaus                  |

## Abgegangene Baudenkmäler
In diesem Abschnitt sind Objekte aufgeführt, die früher einmal in der Denkmalliste eingetragen waren, jetzt aber nicht mehr existieren, z. B. weil sie abgebrochen wurden. Aktennummern in diesem Abschnitt sind ehemalige, jetzt nicht mehr gültige Aktennummern.

| Lage                              | Objekt          | Beschreibung                                                                                                  | Akten-Nr.     | Bild            |
| --------------------------------- | --------------- | --- | ------------- | --------------- |
| Engetried Mühlstraße 4 (Standort) | Ehemalige Mühle | 1407 erstmals erwähnt, zweigeschossiger Satteldachbau mit verschaltem Westgiebel, im Kern 17./18. Jahrhundert | D-7-78-168-19 | Ehemalige Mühle |